# Aiguilles Dorées
Les aiguilles Dorées sont une arête rocheuse de la partie suisse du massif du Mont-Blanc, culminant à 3 517 m.

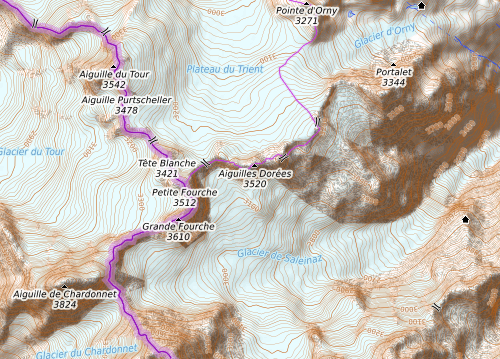
Carte topographique des aiguilles.

Les principales aiguilles en sont dans le sens est-ouest :
- la tête Crettez (3 419 m) ;
- l'aiguille Javelle (3 435 m) ;
- le Trident (3 435 m) ;
- l'aiguille Sans Nom (3 444 m) ;
- la tête Biselx (3 507 m) ;
- la pointe Fynn (3 450 m) ;
- l'aiguille Penchée (3 504 m) ;
- l'aiguille de la Varappe (point culminant, 3 517 m) ;
- l'aiguille de la Fenêtre (3 411 m).

Outre la classique traversée des arêtes (AD+/D- dans le sens est-ouest, D dans le sens ouest-est), on y trouve de nombreuses escalades rocheuses de toutes difficultés, ainsi que le couloir Copt (200 m à 45/50°).